# Ginter
Guncerz, Gonciarz, Ginter, Gunter – imię męskie pochodzenia germańskiego, składające się z członów gund – „walka, wojna, bitwa” i heri, co jako drugi człon imienia oznaczało „dowódca wojskowy”. W Polsce imię to nadawane było od średniowiecza, nosił je m.in. biskup płocki Gunter, który był jednym z inicjatorów sprowadzenia do Polski zakonu krzyżackiego. Notowane w formach: Guncerz, Guncarz, Kuncerz, lat. Guncerus, Gunter, Ginter, łac. Guntherus, lat. Gunterus, Ginterus, Cuntherus; ze zdrobnieniami: Gincyl, Guncel, Guncyl, Gunt, Guntek, Guntko, Gun, Gusz, Gusza, Guszek, Guszko.
Jego odpowiednikiem w krajach skandynawskich jest Gunnar. W Islandii Gunnar jest 4. co do popularności imieniem; nosi je 3181 osób (2014).

## Guncerz, Gonciarz, Gunter, Ginterimieninyobchodzi
- 8 października, jako wspomnienie św. Guntera z Ratyzbony[4]
- 9 października, jako wspomnienie św. Guntera z Dobrowody (Niederaltaich)[5]
- 28 listopada, jako wspomnienie św. Guntera z Melku[6]

## Odpowiedniki w innych językach
- łacina – Gundaharius, Gundahari, Gundicharius
- Język białoruski – Hanczar
- język czeski – Vintíř
- język francuski – Gonthier
- język łotewski – Gunārs, Gundars, Guntars, Ginters
- język niemiecki – Gunther, Gunter, Günther, Günter, zdr. Gunzelin
- język ukraiński – Honczar

## Osoby noszące imię Gunter
- Gunter z Merseburga – margrabia Miśni w latach 979–982
- Guncelin z Kuckenburga – margrabia Miśni w latach 1002–1009
- Gunter ze Schwarzburga – hrabia Saalfeld/Saale i Blankenburg, antykról niemiecki
- Günther – szwedzki piosenkarz i model
- Günther Anders – niemiecki filozof, pierwszy mąż Hannah Arendt
- Gunnar Andersen (1890–1968) – norweski piłkarz i skoczek narciarski, olimpijczyk z 1912 i 1920
- Gunnar Andersen (1909–1988) – norweski skoczek narciarski, mistrz świata z 1930
- Gunnar Andrén – szwedzki polityk
- Gunnar Asplund – architekt szwedzki
- Gunārs Astra – łotewski dysydent, obrońca praw człowieka
- Gunnar Bärlund – fiński bokser
- Günther Bartnick – niemiecki biathlonista
- Günther Beckstein – polityk bawarski
- Günther von Berg – niemiecki prawnik, polityk
- Günter Biermann – niemiecki polityk
- Gunnar Björnstrand – aktor szwedzki
- Günter Blobel – niemiecki biolog, laureat Nagrody Nobla
- Gundars Bojārs – łotewski polityk, burmistrz Rygi w latach 2001–2005
- Günther Burstyn – austriacki inżynier
- Günter Deckert – niemiecki narciarz klasyczny, reprezentant NRD
- Günther Deschner – niemiecki pisarz, dziennikarz i dokumentalista filmowy
- Günter von Drenkmann (1910–1974) – niemiecki prawnik, prezes sądu w Berlinie, ofiara zamachu lewackich terrorystów z RAF
- Günter Oskar Dyhrenfurth – szwajcarski alpinista i geolog niemieckiego pochodzenia
- Günter Eich – poeta niemiecki
- Gunnar Ekelöf – szwedzki poeta
- Gunnar Eriksson – szwedzki narciarz
- Günter Fruhtrunk – niemiecki malarz i grafik
- Ginter Gawlik – polski piłkarz
- Günter Grass – pisarz niemiecki, laureat nagrody Nobla w dziedzinie literatury
- Gunnar Gren – szwedzki piłkarz
- Günther Grundmann – niemiecki profesor, malarz, historyk sztuki, konserwator zabytków
- Gunther von Hagens – niemiecki lekarz, patomorfolog i anatom
- Gunder Hägg – lekkoatleta szwedzki
- Gunnar Halle – piłkarz norweski
- Gunnar Hansen – islandzki aktor
- Gunnar Heiberg – pisarz i dziennikarz norweski
- Günter Hermann – piłkarz niemiecki
- Günter Hirsch – niemiecki sędzia
- Gunnar Höckert – fiński lekkoatleta
- Gunnar Huseby – islandzki lekkoatleta, kulomiot i dyskobol
- Günther Jauch – popularny niemiecki prezenter i dziennikarz telewizyjny
- Gunnar Johansson – szwedzki piłkarz
- Guntars Krasts – łotewski polityk
- Günter Kutowski – niemiecki piłkarz
- Günther Landgraf – niemiecki fizyk
- Gunnar Landtman – fiński filozof, socjolog, etnolog, antropolog
- Gunnar Larsson – szwedzki pływak
- Günther Lemmerer – austriacki saneczkarz
- Günther Lütjens – niemiecki wojskowy, dowódca floty III Rzeszy
- Günther Lützow – pilot myśliwski Luftwaffe
- Günther Mader – austriacki narciarz alpejski
- Gunārs Meierovics – łotewski działacz emigracyjny
- Günter Menges – niemiecki statystyk i ekonometryk
- Gunnar Myrdal – ekonomista, polityk i socjolog szwedzki, laureat Nagrody Nobla z ekonomii
- Günter Netzer – niemiecki piłkarz
- Gunnar Nilsson – szwedzki bokser
- Gunnar Nilsson – szwedzki kierowca wyścigowy
- Gunnar Nordahl – szwedzki piłkarz
- Günther Oettinger – niemiecki polityk
- Günther Pancke – SS-Obergruppenführer
- Ginter Pawelczyk – piłkarz oraz trener piłkarski
- Günther Prien – niemiecki oficer marynarki wojennej okresu II wojny światowej
- Günter Rexrodt – niemiecki polityk
- Günther Rittau – niemiecki operator i reżyser filmowy
- Gunnar Sauer – niemiecki piłkarz
- Günther Schumacher – niemiecki (RFN) kolarz torowy
- Gunter von Schwarzburg – komtur grudziądzki, komtur ziemi chełmińskiej
- Gunnar Sköld – szwedzki kolarz szosowy
- Günter Sonnenberg – niemiecki lewacki terrorysta, członek RAF
- Gunnar Staalesen – norweski pisarz
- Günther Tamaschke – zbrodniarz hitlerowski
- Gunnar H. Thomsen – farerski basista
- Gunnar Heiðar Þorvaldsson – piłkarz islandzki
- Günther Trauer – niemiecki inżynier budownictwa
- Günter Verheugen – niemiecki polityk
- Günter Wallraff – niemiecki lewicowy polityk i dziennikarz
- Günther-Eberhardt Wisliceny – niemiecki oficer Waffen-SS
- Günter von Wüllersleben – wielki mistrz krzyżacki w latach 1250–1252
- Hans-Günter Bruns – niemiecki piłkarz
- Lothar-Günther Buchheim – niemiecki pisarz, malarz i kolekcjoner
- André Gunder Frank – niemiecki ekonomista
- Hans Günter Winkler – niemiecki jeździec sportowy

## Osoby noszące nazwisko Gunter
- Krzysztof Gonciarz – polski twórca internetowy
- Maciej Gonciarz – polski lekarz, gastrolog
- Zbigniew Gonciarz – polski lekarz, gastrolog
- Jarosław Gonciarz – polski polityk, były poseł na Sejm RP
- Kacper Gonciarz – polski siatkarz
- Andrij Honczar – ukraiński piłkarz
- Ihor Honczar – ukraiński piłkarz
- Ołeś Honczar – ukraiński pisarz i działacz polityczny
- Nazar Honczar – ukraiński poeta, aktor
- Serhij Honczar – ukraiński kolarz szosowy
- Ołeksij Honczarenko – ukraiński polityk, były deputowany do Rady Najwyższej Ukrainy
- Bogolep (Honczarenko) – ukraiński biskup prawosławny
- Wiktar Hanczar – białoruski polityk, opozycjonista, zaginiony
- Kaciaryna Hanczar-Januszkiewicz – białoruska zapaśniczka
- Wiktar Hanczarenka – białoruski piłkarz i trener piłkarski
- Siergiej Gonczar  – rosyjski hokeista
- Oleg Gonczarienko  – radziecki łyżwiarz szybki pochodzenia ukraińskiego
- Swietłana Gonczarienko – rosyjska sprinterka

## Postaci fikcyjne
- Gunther – bohater dramatu muzycznego Richarda Wagnera – Zmierzch bogów
- Gunther – drugoplanowy bohater amerykańskiego serialu telewizyjnego Przyjaciele (Friends)